# سعد بن عثمان القصبي
سعد بن عثمان القصبي محافظ الهيئة السعودية للمواصفات والمقاييس والجودة في السعودية من عام 2012م (1433هـ).

## التعليم
- حاصل على درجة الدكتوراه في هندسة الحاسب الآلي من جامعة سيراكيوز في الولايات المتحدة عام 1995م.
- حاصل على درجة الماجستير في هندسة الحاسب الآلي من جامعة سيراكيوز في الولايات المتحدة عام 1990م.
- حاصل على درجة البكالوريوس في هندسة الحاسب الآلي من جامعة الملك سعود في الرياض عام 1987م.[2]

## العمل
- محافظ الهيئة السعودية للمواصفات والمقاييس والجودة من تاريخ 4 رمضان عام 1433هـ (يوليو 2012م).[3]
- المدير العام للشركة الفنية لتوطين التقنية من عام 1429هـ إلى عام 1433هـ.
- مدير عام تقنية المعلومات في الهيئة العامة للغذاء والدواء من تاريخ 1 / 7/ 1425هـ إلى تاريخ 1 / 7 / 1429هـ، وكلف للعمل في منصب مدير عام الشؤون الإدارية والمالية في الهيئة العامة للغذاء والدواء في ذات الفترة.
- المدير العام المساعد للإدارة العامة للحاسب الآلي ونظم المعلومات في جامعة الملك سعود من عام 1424هـ إلى عام 1425هـ.
- رئيس قسم علوم الحاسب والمعلومات كلية الأمير سلطان بن عبد العزيز من عام 1420هـ إلى عام 1423هـ.
- عضو هيئة التدريس في جامعة الملك سعود من عام 1416هـ إلى عام 1429هـ.
- عمل معيداً في جامعة الملك سعود من عام 1408هـ إلى عام 1416هـ.[4]